# George Draga
George Draga (* 26. April 1935 in Aldești, Kreis Arad; † 3. Oktober 2008 in Brașov, Kreis Brașov) war ein rumänischer Komponist.

## Leben und Wirken
Draga studierte von 1946 bis 1954 an der Hochschule für Militärmusik bei Hans Hoerath und Dumitru Văsescu (Klarinette), Alexandru Teodorescu und George Manoliu (Violine), Constantin A. Ionescu (Musiktheorie und Solfège), Anastasie Danu (Harmonielehre) und Ion Totan (Orchestration). Am Konservatorium von Bukarest war er von 1957 bis 1963 Schüler von Victor Iușceanu (Theorie und Solfège), Ion Dumitrescu (Harmonielehre), Nicolae Buicliu (Kontrapunkt), Anatol Vieru (Komposition und Orchestration), Alexandru Pașcanu (Instrumentaltheorie), Tudor Ciortea (musikalische Form), Zeno Vancea (Musikgeschichte), Tiberiu Alexandru und Emilia Comișel (Folklore), Dumitru D. Botez (Chorleitung) und Madeleine Cocorăscu (Klavierbegleitung).
Von 1963 bis 1993 arbeitete er für die Zeitschrift der rumänischen Komponistenunion Musica, wo er u. a. Analysen zu Werken von Aurel Stroe, Ștefan Niculescu, Tiberiu Olah, Wilhelm Berger, Cornel Țăranu und Zeno Vancea veröffentlichte. Daneben hielt er in verschiedenen Städten Rumäniens Musikvorlesungen. Von 1993 bis 1998 war er Museograph am George-Enescu-Museum in Bukarest.
Drage komponierte neben vierzehn Sinfonien mehrere Instrumentalkonzerte und weitere sinfonische Werke, Kammermusik, Kantaten und andere Chorwerke und Lieder.

## Werke
- Uverturile de concert nr.1
- Uverturile de concert nr.2
- Heterofonii
- Missa de concert
- Preludiu für Streichorchester und Bläserquintett
- Muzica de concert
- Sarmizegetusa, sinfonische Dichtung
- Cantata de Crăciun
- Cantata de Anul nou
- Cantata lirica
- Cantata rustica
- drei Streichquartette
- Suite de dansuri
- 12 Märsche für Fanfaren
- 12 Chöre nach Versen von Monica Pillat
- Cîntece din Maramureș
- Colinde maramureșene
- 12 Psalmi für Stimme und Klavier
- Sonata für Klavier
- Sonata für Klarinette und Klavier
- Toccata für Klavier
- Scherzo für Violine und Klavier
- Variațiuni für Flöte und Klavier
- Echo für Fagott, solo
- Cantata de Anul Nou für Chor und Orchester, 2005
- Sonatina für Violine und Klavier, 2005
- Dansuri din Transilvania für Orchester, 2005
- Dansuri din Banat für Orchester, 2005
- Simfonia VI, 2005
- Cantata de Crăciun (II) für Chor und Orchester, 2005
- Divertisment în stil clasic für Orchester, 2005
- Concert für Streichorchester, 2005
- Cvartet de coarde nr.3, 2005
- Cvartet für Flöte, Oboe, Klarinette und Fagott, 2005
- Badea-i cu doua drăguțe für gemischten Chor, 2005
- Simfonia VII, 2005
- Dansuri din ținutul Aradului für Orchester, 2006
- 12 Marșuri de concert für Orchester, 2006
- Dansuri românești din zona Brașovului für Orchester, 2006
- Cantata rustica für Chor und Orchester, 2006
- Cantata lirica für Chor und Orchester, 2006
- Simfonia VIII, 2006
- Jocuri din Bihor (I) für Orchester, 2006
- Coruri bărbătești (II), 2006
- Jocuri din Bihor (II) für Orchester, 2006
- Simfonia IX, 2006
- Simfonia X, 2006
- Concertino für Violine und Orchester, 2006
- Cîntece populare für Stimme und Orchester, 2006
- Jocuri din Bihor (III) für Orchester, 2006
- Concert für Flöte und Orchester, 2006
- Lieduri nach Versen von Monica Pillat, 2006
- Concert für Fagott und Orchester, 2006
- Concert für Oboe und Orchester, 2007
- Rapsodie für Horn und Orchester, 2007
- Dansuri din Maramureș (II) für Orchester, 2007
- Fantezie für Klavier und Orchester, 2007
- Dansuri din Maramureș (III) für Orchester, 2007
- Variațiuni pe o temă de Haendel für Orchester, 2007
- Variațiuni pe o temă de Orlando di Lasso, 2007
- Variațiuni pe o temă de Palestrina, 2007
- Variațiuni pe un imn de Sabin Drăgoi, 2007
- Uvertura de concert nr.3, 2007
- Variațiuni pe un vechi colind românesc, 2007
- Simfonia XI, 2008
- Simfonia XII, 2008

| Personendaten    | Personendaten         |
| ---------------- | --------------------- |
| NAME             | Draga, George         |
| KURZBESCHREIBUNG | rumänischer Komponist |
| GEBURTSDATUM     | 26. April 1935        |
| GEBURTSORT       | Aldești, Kreis Arad   |
| STERBEDATUM      | 3. Oktober 2008       |
| STERBEORT        | Brașov, Kreis Brașov  |